# Шамоа Гомес де Помбейро
Ша́моа Го́мес де Помбе́йро (гал. і ісп. Châmoa Gomes de Pombeiro; ? — бл. 1145) — галісійська шляхтянка. Донька галійсійського графа Гомеса де Помбейро, володаря земель в басейні річки Міньо, та Елвіри де Траби, доньки галісійського магната Педро, сестри галійсійських вельмож Фернандо і Бермудо де Траби. Коханка-фаворитка останнього португальського графа Афонсу, майбутнього короля, якому народила двох позашлюбних дітей — Терезу та Фернанду (Афонсу), великого магістра Ордену госпітальєрів. Виходила заміж двічі за португальських шляхтичів: перший — Мем Родрігеш де Тогеш; другий — Пайу Соареш де Майа. Від першого шлюбу мала сина Соейру, від другого — синів Педру, Пайу і доньку Хімену. Також — Шамоа Гомесівна[джерело?], Шамоа Помбейро-Трабська; сучасною португальською — Шамуа Гоміш, Шамуа де Помбейру.